# Ким Минджон (дзюдоист)
Ким Минджон (кор. 김민종; род. 1 сентября 2000, Сеул) — южнокорейский дзюдоист, серебряный призёр летних Олимпийских игр 2024 года, чемпион мира 2024 года, призёр чемпионата мира 2018 года в командных соревнованиях, чемпионата мира 2019, 2022 и 2025 годов в личных соревнованиях.

## Биография
На чемпионате мира 2018 года в Баку, в смешанных командных соревнованиях в составе команды Южной Кореи завоевал бронзовую медаль.
На чемпионате мира 2019 года в Токио, в весовой категории свыше 100 кг, завоевал бронзовую медаль, одолев в поединке за третье место спортсмена из Бразилии Рафаэла Силву.
Весной 2024 года на предолимпийском чемпионате мира, который состоялся в Объединённых Арабских Эмиратах, Ким завоевал золотую медаль чемпионата мира. В финале он победил соперника из Грузии Гурама Тушишвили.
На летних Олимпийских играх 2024 года в Париже Ким завоевал серебряную медаль, уступив в финале французскому спортсмену Тедди Ринеру.
В июне 2025 года на чемпионате мира в Будапеште в весовой категории свыше 100 кг завоевал бронзовую медаль. В схватке за третье место одолел соперника из России Тамерлана Башаева. В смешанном командном турнире завоевал серебряную медаль. 